# Associação Desportiva Senador Guiomard
L'Associação Desportiva Senador Guiomard, noto anche semplicemente come ADESG, è una società calcistica brasiliana con sede nella città di Senador Guiomard, nello stato dell'Acre.

## Storia
L'Associação Desportiva Senador Guiomard è stato fondato il 26 gennaio 1982. Il club ha vinto il Campionato Acriano nel 2006, dopo aver vinto entrambe le fasi della competizione. Nello stesso anno, ha partecipato al Campeonato Brasileiro Série C, dove è stato eliminato alla prima fase. Nel 2007, il club ha partecipato alla Coppa del Brasile, dove è stato eliminato al primo turno dal Fluminense.

## Palmarès

### Competizioni statali
- Campionato Acriano: 1

2006
- Campeonato Acriano Segunda Divisão: 1

2017